# Josef Jelínek (poslanec Moravského zemského sněmu)
Josef Jelínek (12. prosince 1829 Nové Město na Moravě – 3. září 1903 Nové Město na Moravě) byl rakouský politik české národnosti z Moravy; poslanec Moravského zemského sněmu a starosta Nového Města na Moravě.

## Biografie
Profesí byl koželužským mistrem. Jeho otec František Jelínek byl soukeníkem. Rodina žila v domě čp. 32. V dubnu roku 1864 dům vyhořel, ale brzy byl opraven. Od roku 1861 do roku 1864 a opět v letech 1866–1870 a 1878–1891 zastával funkci starosty Nového Města na Moravě. Byl členem řady místních spolků (Čtenářsko-pěvecká beseda Horák, Spolek divadelních ochotníků Klicpera, Knihovní spolek) a podílel se i na kulturním životě ve městě. Byl prvním předsedou Občanské záložny, která ve městě vznikla roku 1870. Věnoval 1 000 zlatých na postavení sochy Františka Palackého, kterou zhotovil jeho příbuzný Jan Štursa. Za 1 000 zlatých koupil také dům, který potom nabídl městu k zřízení obecního chudobince. Roku 1885 mu byl udělen Zlatý záslužný kříž a roku 1891 mu město udělilo čestné občanství. Založil nadaci průmyslové školy v Novém Městě, která se roku 1903 změnila na nadaci ke zřízení a udržování útulny chudé mládeže. Měl zásluhu na zřízení zemské reálné školy v Novém Městě. Mezi jeho osobní přátele patřili staročeští vůdci Josef Fanderlík a Antonín Mezník. Profesor místní reálné školy Emil Cigánek na Jelínka vzpomínal takto: „Dovedl jsem si živě představit, jak před léty kráčel jako mohoucí velkoměšťan, všemocný pán ulicemi novoměstskými, vysoká, věkem poněkud nachýlená postava, rázovitá tvář s tvrdými rysy a přijímal projevy úcty všech, kdo ho potkávali.“ Z aktivní komunální politiky odešel po porážce jeho strany v obecních volbách. Počátkem 20. století pak funkci starosty tohoto města zastával i jeho syn Josef Jelínek mladší (1858–1921).

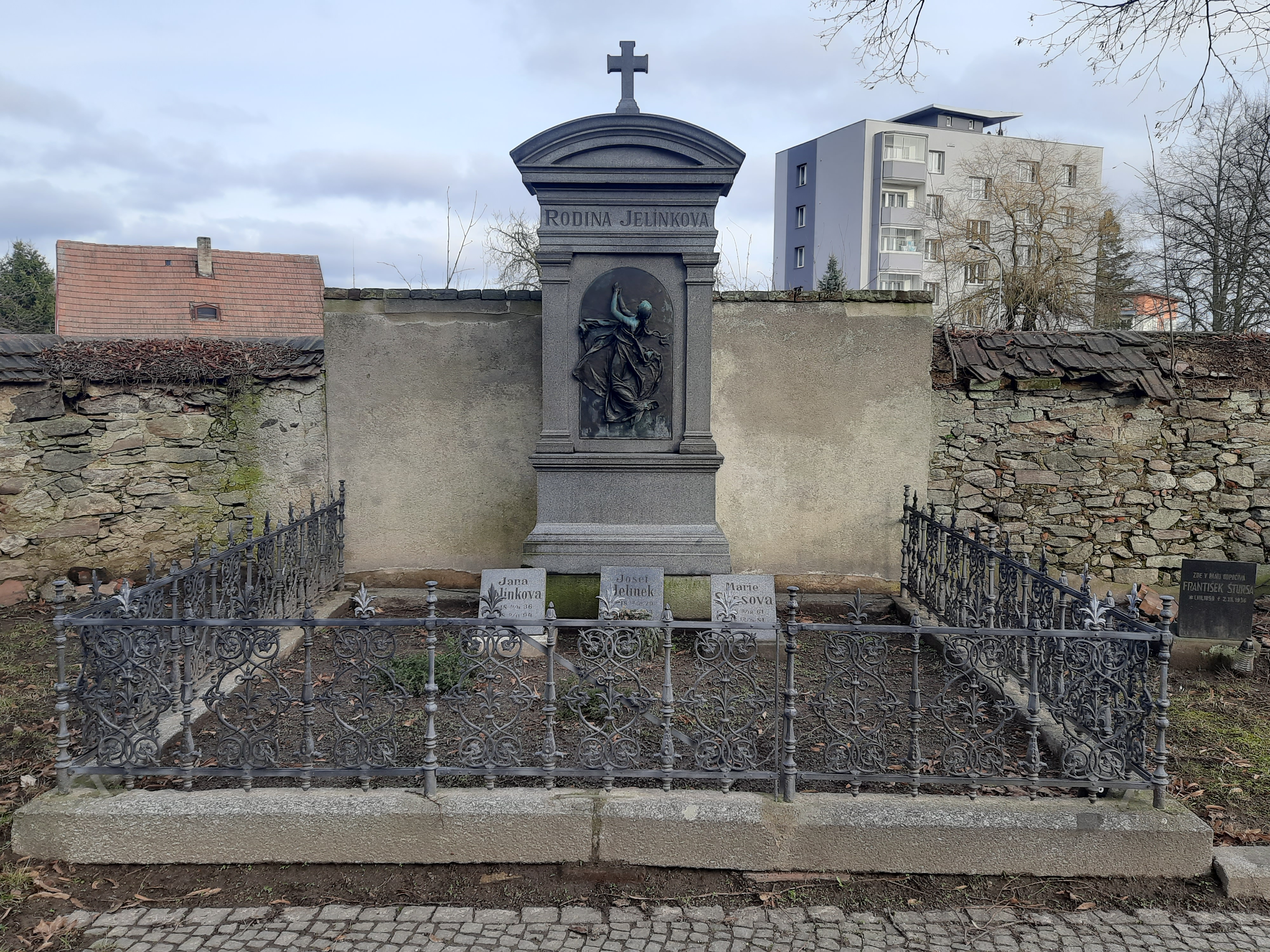
Hrobka rodiny J. Jelínka na městském hřbitově v Novém Městě na Moravě

V 60. letech se zapojil i do vysoké politiky. V doplňovacích volbách 24. června 1869 byl zvolen na Moravský zemský sněm, za kurii městskou, obvod Nové Město, Žďár, Bystřice n. P., Velká Bíteš. Mandát zde obhájil v řádných zemských volbách v roce 1870. V roce 1870 se uvádí jako oficiální kandidát Moravské národní strany (staročeské).
Zemřel v září 1903. Pohřben byl na městském hřbitově v Novém Městě na Moravě.